# Safia minor
Safia minor là một loài bướm đêm trong họ Noctuidae.